# モルドムサ・コンガンチエフ
モルドムサ・コンガンチエフ（ロシア語: Молдомуса Ташболотович Конгантиев, ラテン文字転写: Moldomusa Tashbolotovich Kongantiyev、1958年3月31日 - 2022年2月12日）は、キルギス共和国の政治家、内務官僚。内務相（在職：2008年 - 2010年）。民警少将。

## 経歴
オシ州（現ジャララバード州）マイリ・サイ市出身。キルギス人。
- 1979年～1985年 - マイリ・サイ市執行員会内務課の民警官、当直補佐、当直民警
- 1985年～1988年 - ウズゲンスキー地区執行委員会内務課の区域監察官、捜査係
- 1988年～1990年 - カラ・スイスキー地区執行委員会内務課の捜査係
- 1990年～1991年 - バザール・コルゴンスキー地区執行委員会内務課の先任捜査係
- 1991年～1995年 - ジャラル・アバド市内務局の経済犯罪対策課長、副局長
- 1995年～1999年 - ジャラル・アバド州内務局勤務
- 1999年～2000年 - 内務省オシ州・ジャラル・アバド州地域間局の課長
- 2000年～2001年 - ジャラル・アバド州スザクスキー地区内務課人事担当副課長
- 2001年～2004年 - ジャラル・アバド市輸送機関内務部の班長、内務課長
- 2004年～2005年 - ジャラル・アバド州内務局輸送民警の戦列課長
- 2005年 - ビシュケク市内務局長
- 2005年 - 内務次官
- 2005年～2008年 - ビシュケク市内務局長

2008年1月14日、内務相。
2010年キルギス騒乱後、内務相を解任され、集会への発砲の責任を問われて指名手配された。4月26日、モスクワで逮捕。

## パーソナル
妻帯。娘は、ジョゴルク・ケネシュ代議員アラプバイ・トロノフの息子に嫁いだ。兄のカムバラルィ・コンガンチエフは、キルギス共和国検事総長。
「ビリム・ベルー・オトリチニギ」（キルギス共和国教育優秀者）胸章を受章。